# Biketawa

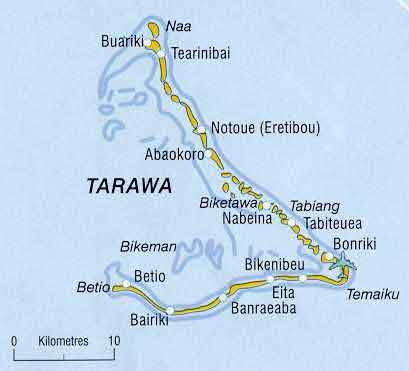
Mapa de Tarawa com a localização de Biketawa

Biketawa é uma ilha do Kiribati, sendo uma subdivisão de Tarawa.